# Colus pulcius
Colus pulcius is een slakkensoort uit de familie van de Buccinidae. De wetenschappelijke naam van de soort is, als Aulacofusus pulcius, voor het eerst geldig gepubliceerd in 1919 door Dall.